# Marcela Acuña
Marcela Eliana Acuña, apodada La Tigresa (n. 16 de octubre de 1976, ciudad de Formosa), es una boxeadora y política argentina. Ha obtenido los títulos mundiales de peso pluma (WIBA) y peso supergallo (WIBA & CMB). El 28 de abril de 2001 enfrentó a Jamillia Lawrence en Buenos Aires, en lo que fue la primera pelea profesional de boxeo femenino en ese país. En 2003 vence a la panameña Damaris Pinock Ortega y obtiene el primer título mundial ganado por una boxeadora argentina en la categoría peso supergallo de la Asociación Internacional de Boxeo Femenino (WIBA).

## Biografía
Su madre deseaba que fuese bailarina pero ese nunca había sido su sueño. Acuña amaba el boxeo desde muy pequeña. A los siete, ya visita un gimnasio de boxeo. Su primer entrenador, Ramón Chaparro, resultaría muchos años después su esposo.
Marcela Acuña se preparó en artes marciales antes de decidir hacer boxeo profesional. A los doce, llega a cinturón negro de Karate y es "Campeona Sudamericana" en su división, a los catorce. A los dieciséis es una exitosa defensora de ese título. 
Se retira del karate por estar embarazada. En 1995, ella y Chaparro tienen a su primer hijo. Después de un tiempo fuera del combate, Acuña decide volver, pero en boxeo.
Como Rafael Lovera, Pete Rademacher, y otros pocos antes que ella, Acuña logra un título mundial en su muy corto primer match. El 5 de diciembre de 1997, pelea contra la "Campeona Mundial CMB Christy Martin, en Pompano Beach, Florida, en una pelea de semifondo. Allí peleó defendiendo el campeonato mundial Johnny Tapia contra Andy Agosto. Acuña fue volteada en el "asalto diez", pero se recuperó finalizando muy bien. Pero perdió en las tarjetas: 100-90 y 99-90 (dos veces), la excelente performance de Acuña fue estimulada por el público asistente, criticando el fallo.
En un caso muy inusual, Acuña pelea por título mundial en su segunda pelea. Perdiendo nuevamente ante Lucia Rijker el 25 de septiembre de 1998, en Ledyard, Connecticut. Pero la pelea fue protestada en la WIBO del título mundial wélter Jr. Acuña había sido noqueada en cinco asaltos.
El 28 de abril de 2001 enfrentó a Jamillia Lawrence en Buenos Aires, en lo que fue la primera pelea profesional de boxeo femenino en ese país.
El 19 de enero de 2002 se disputa por primera vez en la historia en Argentina un título nacional de boxeo femenino, en la Federación Argentina de Box, La Tigresa Marcela Acuña (56,6kg) venció por ko, a los 15 segundos del primer asalto, a La Leona Patricia Quirico (56,9kg) y se consagró campeona argentina de los plumas. El promotor de ese combate fue José Valle.
El 26 de mayo de 2004, logra la primera defensa de su corona, noqueando a Daysi Padilla en el primer asalto.
El 11 de septiembre, Acuña noquea a Ana Camilla Santos en el tercer asalto de un combate sin título.
El 24 de octubre decide cancelar una pelea por el campeonato mundial por problemas estomacales.
El 22 de enero de 2005, La Tigresa noquea a María Elena Miranda en 3 asaltos para la Defensa del Título mundial Pluma WIBA, en Formosa.
En el 2006 participó en el segmento del programa Showmatch de Canal 13, conducido por Marcelo Tinelli llamado Bailando por un sueño pero fue eliminada luego de ser sentenciada con Carla Conte.
Recibe un homenaje en el hipódromo de Palermo donde una carrera llevará su nombre, parecido honor gozaron los campeones Horacio Accavallo, Locomotora Castro y otros deportistas.
El 4 de diciembre en un épico combate a 10 asaltos contra la también argentina Alejandra Locomotora Oliveras, La Tigresa logró una apretada victoria por puntos, unificando las coronas Supergallo de la AMB y la CMB, que hasta ese momento ostentaba Oliveras. Declara estarse preparando para combatir nuevamente contra Jackie Navas, contra quien perdiera por puntos en 2006.
En 2010 obtuvo el Diploma al Mérito de los Premios Konex como una de las 5 mejores boxeadores de la década en la Argentina.
En 2009 incursionó en política y obtuvo una banca de concejal en el partido de Tres de Febrero por el Frente para la Victoria, siendo reelecta en 2013. En junio de 2014 se informó su pase al bloque que responde a Sergio Massa.
El 7 de octubre de 2015 Acuña rectificó su apoyo a la candidatura de Daniel Scioli como presidente de la nación para las elecciones de octubre, alejándose del Frente Renovador para volver a integrar el Frente Para La Victoria diciendo que «Massa no dialoga con ningún dirigente. Además, lo que en mi caso rebalsó el vaso fue que Massa, a los concejales de Tres de Febrero, bajó la orden de apoyar al candidato del Pro cuando tiene su propio candidato» y agregó que «No vamos a permitir que el Frente Renovador le haga el caldo gordo al macrismo. Somos peronistas y no tenemos nada que ver con ellos»
En el 2024 se recibió de periodista deportiva en el instituto ISPED en la ciudad de Caseros.

### Reality shows de competencia
| Año     | Título                             | Resultado             |
| ------- | ---------------------------------- | --------------------- |
| 2006    | Showmatch: Bailando por un sueño 3 | 6.ta eliminada        |
| 2021–22 | MasterChef Celebrity Argentina 3   | 9.na / 6.ta eliminada |